# Heichelheim
Heichelheim est une ancienne municipalité allemande du land de Thuringe, dans l'arrondissement du Pays-de-Weimar, au centre de l'Allemagne.
En 2017, sa population était de 307 habitants.